# Zuhal Topal
Zuhal Topal (* 23. September 1975 in Istanbul) ist eine türkische Schauspielerin und Fernsehmoderatorin.

## Leben und Karriere
Topal wurde am 23. September 1975 in Istanbul geboren. Sie schloss ihr Studium der Innenarchitektur am Müjdat Gezen Sanat Merkezi ab. Seit 1994 ist sie in der Unterhaltungsbranche tätig und hat in verschiedenen Fernsehserien und Filmen mitgewirkt. Bekanntheit erlangte sie 2003 für ihre Rolle in Sihirli Annem. Von 2006 bis 2009 spielte sie in der Serie Selena mit. Zwischen 2011 und 2013 war sie in Avrupa Avrupa zu sehen.
Neben ihrer Schauspielkarriere ist Topal auch als Fernsehmoderatorin tätig. Sie moderierte verschiedene türkische TV-Programme, darunter die Sendung Zuhal Topal'la Sofrada auf FOX. Seit 2021 moderiert sie die Kochsendung Zuhal Topal'la Yemekteyiz.
Topal ist seit 2008 mit Korhan Saygıner verheiratet. Das Paar hat ein Kind.

## Filmografie (Auswahl)
Filme
- 2002: Suluboya
- 2004: Yol Palas Cinayeti
- 2010: Deli Deli Olma
- 2009: Kirpi

Serien
- 1995: Palavra Aşklar
- 1995: Çiçek Taksi
- 1996: Kara Melek
- 1996: Yazlıkçılar
- 1996: Kurşun Kalem
- 1997: Ruhsar
- 2000: Çekirdek Aile
- 2003: Sihirli Annem
- 2005: Haylaz Babam
- 2009–2010: Geniş Aile
- 2012–2013: Avrupa Avrupa

## Moderation

### Fortlaufend
- seit 2021: Zuhal Topal'la Yemekteyiz, TV8 (Türkei)

### Ehemalig
- 2009–2011: Zuhal Topal'la İzdivaç, Star TV
- 2012: Kazanmak İçin Bir Dakika, Kanal D
- 2012: Hayata Dair Zuhal Topal, TRT 1
- 2015: Zuhal Topal'la, Star TV (Türkei)
- 2018–2021: Zuhal Topal'la Sofrada, FOX Türkiye